# Sarah van Aalen
Sarah van Aalen (* 21. Januar 2000 in Stogumber, Somerset, England) ist eine niederländische Volleyballspielerin.

## Karriere
Van Aalen spielte in ihrer Jugend bei VV Trivos Wijchen und von 2015 bis 2018 beim Talent Team Papendal in Arnhem. Anschließend war sie eine Saison bei Sliedrecht Sport aktiv und gewann hier die niederländische Meisterschaft und den Pokal. Ab 2019 spielte die Zuspielerin beim deutschen Bundesligisten USC Münster. Von 2021 bis 2023 spielte van Aalen beim Ligakonkurrenten SC Potsdam, mit dem sie zweimal deutsche Vizemeisterin wurde. Anschließend wechselte sie in die Türkei nach Istanbul zu VakıfBank Spor Kulübü.
Seit 2018 spielt van Aalen auch in der niederländischen Nationalmannschaft.